# Aufzeichnungen eines Wahnsinnigen (Tolstoi)

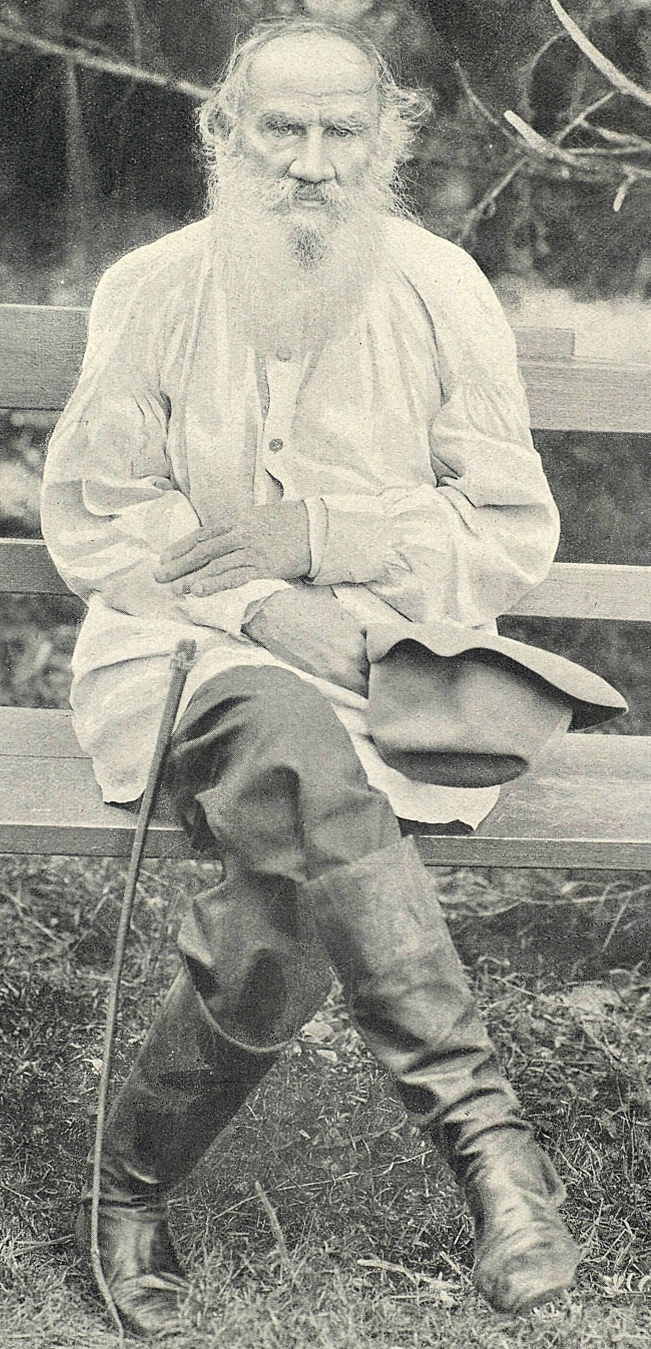
Lew Tolstoi im Jahr 1903

Aufzeichnungen eines Wahnsinnigen (russisch Записки сумасшедшего, Sapiski sumasschedschewo) ist eine Kurzgeschichte von Lew Tolstoi, die im Frühjahr 1884 begonnen, 1887, 1888, 1896 sowie 1903 weiterbearbeitet, aber nicht vollendet wurde und 1912 postum in Moskau erschien. 1982 kam der Text in Bd. 12 Powesti und Erzählungen 1885–1902 der 22-bändigen Tolstoi-Ausgabe im Verlag für Künstlerische Literatur, ebenfalls in Moskau, heraus.
Tolstoi hat eigenes Erleben eingearbeitet. Im September 1869 hielt er sich während einer Reise ins Gouvernement Pensa in Arsamas auf.

## Inhalt
Der Ich-Erzähler berichtet von seinem Wahnsinn. Glücklicherweise wurde er vom Gouvernementsgericht nicht als geisteskrank eingestuft, weil er während der ganzen Verhandlung aus Angst vor dem Irrenhaus im Wesentlichen schwieg. Er ist sich seines Zustandes jedoch bewusst.
Alles fing nach seinem 35. Geburtstag an. Bis dato hatte er lediglich während seiner Kindheit zwei handfeste unerklärliche Angstattacken, die er in seinen Aufzeichnungen eingangs erinnert. Der restliche Lebenslauf war – eben bis zu genanntem Geburtstag – weitgehend normal verlaufen: Als Junggeselle sinnliche Genüsse nicht verachtend – gemeint ist der Verkehr mit Frauen – hatte er Jura studiert, war danach in den Staatsdienst getreten, hatte geheiratet, ein Gut bewirtschaftet, die Kinder erzogen und war Friedensrichter gewesen.
In einem Hotelzimmer der Stadt Arsamas ging es dann richtig los. Des Nachts konnte er nicht mehr verstehen, warum er nach Pensa unterwegs war und dort ein Gut kaufen wollte. Auf dem Höhepunkt der nächtlichen Bedrückung meldete sich beim Erzähler der Tod mit unhörbarer Stimme: „Ich bin hier.“ Die Angst des Reisenden vor dem „sterbenden Leben“ stieg. Der Erzähler reiste am nächsten Morgen nicht weiter, weil er stundenlang gegen seine entsetzliche Schwermut, die ihn mit „quälender Kälte“ umklammerte, mit Gebeten anging. Dabei hatte er die letzten zwanzig Jahre atheistisch gelebt. Er nahm vom Kauf des Gutes Abstand, weil das Geld nicht reichte.
Zu Hause schilt ihn die Frau wegen der neuen, ungekannten Frömmigkeit und Lethargie. Während einer unaufschiebbaren Teilnahme an einem Prozess in Moskau kommt die furchtbare Angst – dieselbe wie in Arsamas – in seinem Hotelzimmer in der Mjasnitzkaja-Straße wieder. Gott, zu dem er betet, möge sich doch bitte zu dieser Angst offenbaren. Aber Er tut es nicht. Weil Gott schweigt, verleugnet der Erzähler Ihn: „Wenn du wärst, würdest du es mir sagen … Aber du bist nicht, nur eines ist: Verzweiflung.“ Der Erzähler bittet und bittet. Im Bittgebet kommt er zur Ruhe.
Für seine Landwirtschaft interessiert sich der Erzähler kaum noch. Denn Selbstekel quält ihn: Wie hatte er ein Gut kaufen und sich damit an den Bauern bereichern wollen! Der Wahnsinn, von dem vor dem Gouvernementsgericht – wie oben angedeutet – die Rede war, bricht beim Erzähler erneut aus, als er nach einem Gottesdienst vor der Kirche an Bettler mit vollen Händen Geld verschenkt.

## Deutschsprachige Ausgaben
- Aufzeichnungen eines Wahnsinnigen. Deutsch von Gisela Drohla. S. 5–20 in: Gisela Drohla (Hrsg.): Leo N. Tolstoj. Sämtliche Erzählungen. Sechster Band. Insel, Frankfurt am Main 1961 (2. Aufl. der Ausgabe in acht Bänden 1982)